# Trouble in Paradise (pel·lícula de 1932)

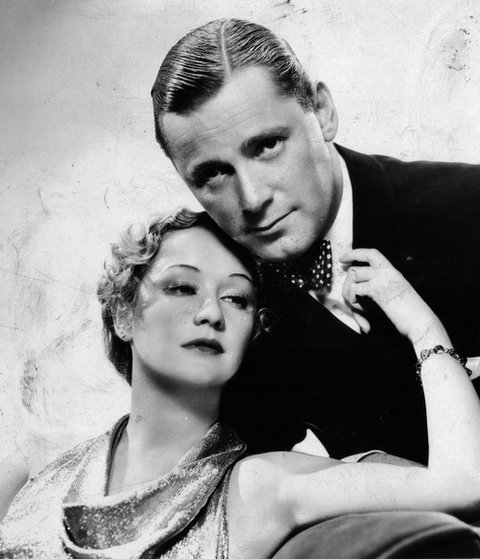
Miriam Hopkins i Herbert Marshall

Trouble in Paradise és una pel·lícula de comèdia romàntica anterior al codi estatunidenca de 1932 dirigida per Ernst Lubitsch i protagonitzada per Miriam Hopkins, Kay Francis i Herbert Marshall. Basada en l'obra de 1931 A Becsületes Megtaláló del dramaturg hongarès László Aladár, els personatges principals són un lladre cavaller i una carterista que s'uneixen per estafar una bella dona que és la propietària d'una companyia de perfums. El 1991, Trouble in Paradise va ser seleccionat per a la conservació pel Registre Nacional de Cinema dels Estats Units per la Biblioteca del Congrés com a "important cultural, històricament o estèticament".

## Trama
A Venècia, Gaston Monescu (Herbert Marshall), un mestre lladre disfressat de baró, coneix la Lily (Miriam Hopkins), una carterista que es fa passar per comtessa. Els dos s'enamoren i decideixen formar equip. Surten de Venècia cap a París. Allà, Gaston roba una bossa incrustada de diamants per valor de 125.000 francs a Madame Mariette Colet (Kay Francis), propietària del famós fabricant de perfums Colet and Co. Quan Mariette ofereix una gran recompensa pel seu retorn, Gaston la reclama, donant-li el nom de Lavalle.
Mentre reclama la recompensa, Gaston enamora la Mariette i admet estar trencat. Mariette el contracta com a secretari privat. Organitza que la Lily sigui emprada a l'oficina de Mariette i s'enfronta a la junta directiva de Mariette, dirigida pel senyor Adolph J. Giron (C. Aubrey Smith), el gerent, que sospita obertament d'ell. Després d'haver observat la Mariette obrir la seva caixa forta privada (i memoritzar-ne la combinació), Gaston la convenç que hauria de mantenir-hi una gran quantitat, inclosa la meitat del seu proper dividend. Mariette comença a coquetejar amb Gaston, i ell comença a tenir sentiments per ella.
Malauradament per als lladres, Mariette té dos pretendents: el major (Charles Ruggles) i François Filiba (Edward Everett Horton), que va ser robat a Venècia per Gaston (fent-se passar per metge). François veu Gaston en una festa al jardí i està segur que s'han conegut, però no recorda immediatament on. Tement un descobriment imminent, Gaston i Lily decideixen fugir aquella nit amb el que hi ha a la caixa forta, i no esperar al pagament del dividend. Mariette és convidada a un sopar ofert pel Major. No pot decidir si anar-hi o passar la nit al llit amb Gaston. Finalment se'n va, però no abans que la Lily s'adoni que Gaston s'ha enamorat de la seva rival i vulgui sortir del pla.

## Repartiment
- Miriam Hopkins com a Lily
- Kay Francis com a Madame Colet
- Herbert Marshall com a Gaston Monescu
- Charles Ruggles com el Major (com Charlie Ruggles)
- Edward Everett Horton com François Filiba
- C. Aubrey Smith com Adolph J. Giron
- Robert Greig com a Jacques (el majordom)

## Producció
Els títols de treball de Trouble in Paradise inclouen "The Honest Finder", "Thieves and Lovers" i "The Golden Widow"; aquest últim es va anunciar públicament com el títol de llançament previst. Com amb totes les col·laboracions Lubitsch-Raphaelson, Lubitsch va contribuir a l'escriptura i Raphaelson va aportar idees a la direcció. Lubitsch no va rebre crèdit a la pantalla per la seva escriptura, i Grover Jones, a qui es va acreditar l'adaptació, no va contribuir de manera significativa: encara que estava a la sala, el seu crèdit es basava en una obligació contractual, i va fer poc més que explicar històries. A més, encara que suposadament es basava en l'obra de László Aladár de 1931 The Honest Finder, Lubitsch va suggerir que Raphaelson no llegís l'obra i, en canvi, el personatge principal, el mestre lladre d'Herbert Marshall, es basava en les gestes d'una persona real, George Manolescu, un estafador romanès les memòries del qual es van publicar el 1905 i es van convertir en la base de dues pel·lícules mudes.
Feta abans de l'aplicació efectiva del Codi de producció, la pel·lícula és un exemple de cinema anterior al Codi que conté temes per a adults i insinuacions sexuals que el Codi no permetia. El 1935, quan s'estava aplicant el Codi de Producció, la pel·lícula no va ser aprovada per a la seva reedició, i no es va tornar a veure fins al 1968. Paramount va ser novament rebutjada el 1943, quan l'estudi va voler fer una versió musical de la pel·lícula.
Els conjunts Art Deco de Trouble in Paradise van ser dissenyats pel cap del departament d'art de Paramount, Hans Dreier, i els vestits van ser dissenyats per Travis Banton.

## Recepció
Trouble in Paradise va ser la pel·lícula que va fer parlar per primera vegada de "el toc Lubitsch" i, de fet, va ser una de les preferides del director. El crític Dwight Macdonald va dir de la pel·lícula que estava "tan a prop de la perfecció com qualsevol cosa que hagués vist mai a les pel·lícules". The New York Times va nomenar la pel·lícula com una de les deu millors pel·lícules de 1932. El 1998, Roger Ebert la va afegir a la seva col·lecció Great Movies. Wes Anderson i Ralph Fiennes van dir que la pel·lícula va ser una inspiració per a The Grand Budapest Hotel (2014). El lloc d'agregació de ressenyes Rotten Tomatoes informa d'una aprovació del 89% basada en 27 crítiques.

## Premis i honors
Trouble in Paradise va ser nomenada per la National Board of Review com una de les 10 millors pel·lícules de 1932.

## Conservació
Trouble in Paradise va ser preservat i restaurat per UCLA Film &amp; Television Archive i The Film Foundation a partir de la impressió d'estudi de nitrats de 35 mm i un negatiu duplicat en acetat de 35 mm.